# GP32
GP32(Game Park 32bit)는 대한민국 최초의 휴대용 게임기이다. 개발사인 게임파크는 게임파크와 게임파크 홀딩스로 나뉘었다. 게임파크는 후속작으로 XGP를 개발하고 있으며, 게임파크 홀딩스는 후속작으로 GP2X 두 종류를 내놓았다.

## 개요
2001년 게임파크에서 개발하고 대한민국에서 정식 발매하였다. 당시 휴대용 게임기로써는 최고의 성능으로 주목을 받았다. 게다가 SMC를 저장매체로 채택, 오픈소스를 채택해 USB포트를 이용해 어느 누구라도 GP32 프로그램과 게임등을 개발하고 다운 받을 수 있는 장점도 있었다. 하지만 발매 초반부터 서드파티 부족, 홍보 부족으로 점차 게임기로써의 모습을 잃어갔지만 외국, 특히 유럽에서 일부 매니아들에게 폭발적으로 인기를 얻기도 했다. 2003년에 게임파크는 유럽에 GP32를 정식으로 수출하기도 했다.
2004년에 게임파크는 GP32 BLU를 발매했다. 기존에 하호테크에서 주문 방식으로 제작했던 FLU보다 성능이 좋아진 제품이다.
GP32는 2004년에 발매된 전용게임 마법사가 되고 싶어!를 끝으로 게임기로써의 수명을 다했다.
2009년 4월 현재 제작사인 게임파크는 차세대 휴대용 게임기 플랫폼 개발 국책 사업에 선정이 되어 TU미디어와 함께 nXGP를 개발중이다.
또한, 2009년 4월 13일 GP2X 위즈가 발매되었다.

## 전용 게임 목록
- 어스토니시아 스토리R (손노리)
- 마법사가 되고 싶어! (A&B Soft)
- 그녀의 기사단 강행돌파 (별바람 크리쳐스)
- 던전 앤 가더 (게임파크)
- 리틀위저드 (게임파크)
- 토막 지구를 지켜라 Again (씨드나인)
- 프린세스메이커2
- 은행나무소녀 밀
- 지피대난투
- 보물섬 (게임파크)
- 원샷 VOCA
- 핀볼즈드림
- 슈퍼 플루샤
- 겨울은...
- 테라피
- Story of Bug Eyed Monster (Team Athena)
- 랠리팝 (게임파크)
- 달려라 하니 시리즈
- 둘리축구
- 김치맨
- 다이하드
- 강행돌파

## 사양
- 크기: 147 mm * 88 mm * 34 mm
- 무게: 163 g
- 화면: 3.5인치 TFT, 16비트 컬러, 320*240 픽셀
- CPU: 삼성 S3C2400X01 (ARM920T 코어)
- 메모리: 8MB SDRAM
- 롬: 512 KB
- 소리: 16화음 MIDI
- 저장매체: SMC(Smart Media Card)
- 전원: AA 건전기 2개 또는 3V 아댑터 , 6~12시간